# Scelidotherium
Scelidotherium is een geslacht van uitgestorven grondluiaards. Dit dier leefde tijdens het Pleistoceen endemisch in Zuid-Amerika. Het leefde van 780.000 tot 11.000 jaar geleden en bestond ongeveer 0,67 miljoen jaar.

## Fossiele vondsten
Fossielen van Scelidotherium zijn gevonden in Argentinië (formaties van Luján en Arroyo Seco), Bolivia (formatie van Tarija), Brazilië, Ecuador, Panama, Paraguay en Peru (formatie van San Sebastián).

## Kenmerken
Het gewicht van Scelidotherium wordt geschat op honderdvijftig tot tweehonderd kilogram en het dier was ongeveer twee meter lang. Deze grondluiaard kenmerkt zich door de lange, enigszins miereneterachtige kop. De smalle snuit wijst er op dat Scelidotherium en zijn verwanten een selectievere herbivoor was dan grondluiaarden uit de Mylodontidae zoals Glossotherium en zich voedde met fruit, knoppen en andere vegetatie. De poten zijn aangepast om te graven, bijvoorbeeld voor het opgraven van knollen. Scelidotherium kon op twee poten staan.
In zijn dagboek van The Voyage of the Beagle meldt Charles Darwin de vondst van een bijna perfect fossiel van Scelidotherium in Punta Alta tijdens een reis over land van Bahía Blanca naar Buenos Aires in 1832. Hij schreef het toe aan Megatherium. Richard Owen (1840) herkende de ware kenmerken van de overblijfselen en noemde ze Scelidotherium, wat 'dijbeenbeest' betekent om de kenmerkende verhoudingen van dat skeletelement weer te geven. Ze waren honderdtien centimeter lang en wogen mogelijk wel achthonderdvijftig kilogram.